# Maria Cristina (metrostation)
Maria Cristina is een metrostation aan Lijn 3 (groene lijn) van de metro van Barcelona.  
Het station is gesitueerd onder de Avinguda Diagonal tussen carrer del Doctor Ferran en Gran Via de Carles III, tegenover het hoofdkwartier van de bank La Caixa, in de wijk La Maternitat i Sant Ramon gelegen in het district Les Corts. Bovengronds is er een tramhalte van de Trambaix met de lijnen T1, T2 and T3. Drie trappen leiden van straatniveau naar een vestibule op een tussenverdieping boven de tunnelbuis. 
Het metrostation is geopend in 1975 tegelijkertijd met alle andere stations vanaf Sants Estació tot Zona Universitària, als de toenmalige lijn IIIB wordt geopend. Sinds 1982 is die lijn opgegaan in de huidige lijn 3. 